# 楊陳德

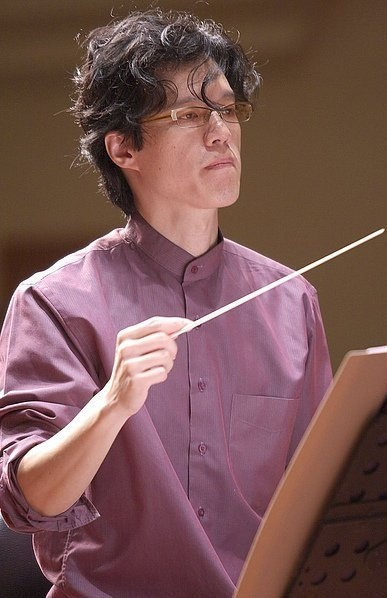
楊陳德指揮家

楊陳德（1966年—）是台灣作曲家，現任夢響管弦樂團音樂總監暨指揮，生於台北市。

## 簡介
楊陳德自幼展現對音樂的興趣及天分，就讀臺北市士林區福林國民小學時獲選為校內合唱團及樂隊團員，並經常擔任獨唱或獨奏的角色。進入臺北市立中正高級中學後，與同學創立吉他社並開始嘗試作曲。就讀淡江大學法文系期間，加入學校管弦樂團擔任小提琴手，並事師作曲家潘世姬正式學習作曲。服役期間，獲選進入陸軍第六軍團司令部軍樂隊擔任次中音薩克斯風。退伍後，赴美進入加州州立大學及加州錄音學院學習作曲、編曲及電腦音樂。1995年返國，從事作曲、編曲與音樂教育工作，並於1998年創立夢響管弦樂團。
楊陳德曾擔任國內多所大專院校（淡江大學、文化大學、國立台北護理學院）及公私立高中（中正高中、三民高中、文德女中）弦樂或吉他社團老師，並於1987年至1990年擔任淡江大學管弦樂團駐團編曲及指揮。
楊陳德在作曲方面，各類管弦樂、室內樂創作或改編作品近二百首。2008年8月，楊陳德率領夢響管弦樂團受邀前往德國加爾米施-帕滕基興演出個人作品《望春風幻想曲》及改編作品《台灣四季》管弦樂版，受到當地觀眾一致好評。

## 個人重要作品
1. 星河組曲(1983年-1985年)
2. 管弦樂曲「燕子」(1987年)
3. 四首台灣民謠弦樂小品 (1988年)
4. 民俗慶典序曲（鋼琴曲）(1990年)
5. 交響詩「湘水之戀」 (1990年)
6. 弦樂「慢版」 (1992年)
7. 音列遊戲 (1994年)
8. 管弦組曲「雷貝嘉的婚禮」 (1997年-1999年)
9. 阿帕拉契靈感小提琴二重奏 (2003年)
10. 小提琴即興曲第一號、第二號 (2004年)
11. 新望春風、望春風幻想曲 (2006年)
12. 淡水河1986 (2009年)
13. 山櫻花(Taiwan Cherry) （页面存档备份，存于） (2011年)
14. 楊陳德第一號交響曲《夢幻之間》 (2012年)
15. 楊陳德第二號交響曲《失去恆星的行星》 (2024年)

## 改編作品
1. 迪士尼電影組曲 (2000年)
2. 好萊塢電影組曲 (2001年)
3. 百老匯歌劇組曲 (2002年)
4. 披頭四組曲 (2003年)
5. 經典歌劇組曲、西洋老歌組曲 (2004年)
6. 聖誕組曲 (2005年)
7. 電影情深系列組曲 (2006年)
8. 早川正昭-台灣四季 (2007年)
9. 美國組曲 (2008年)
10. 藍色狂想曲 (2008年)